# Copa Italia 1980-81
La Copa Italia 1980-81 fue la 33ª edición del torneo. El equipo de la Roma se coronó campeón por segundo año consecutivo, tras ganar de manera consecutiva al Torino por 5-3 en la definición por penales, tras empatar en el global 2-2.

## Primera fase

### Grupo 1
| Club     | Pts. | PJ | PG | PE | PP | GF | GC | Dif. |
| -------- | ---- | -- | -- | -- | -- | -- | -- | ---- |
| Juventus | 7    | 4  | 3  | 1  | 0  | 8  | 3  | +5   |
| Udinese  | 5    | 4  | 1  | 3  | 0  | 5  | 3  | +2   |
| Genoa    | 3    | 4  | 0  | 3  | 1  | 2  | 4  | -2   |
| Taranto  | 3    | 4  | 1  | 1  | 2  | 2  | 4  | -2   |
| Brescia  | 2    | 4  | 0  | 2  | 2  | 2  | 5  | -3   |

| Local     | Resultado | Visitante |
| --------- | --------- | --------- |
| Jornada 1 |           |           |
| Genoa     | 1-1       | Brescia   |
| Udinese   | 2-2       | Juventus  |
| Jornada 2 |           |           |
| Genoa     | 0-0       | Udinese   |
| Juventus  | 2-0       | Taranto   |
| Jornada 3 |           |           |
| Brescia   | 0-1       | Juventus  |
| Udinese   | 2-0       | Taranto   |
| Jornada 4 |           |           |
| Brescia   | 1-1       | Udinese   |
| Taranto   | 0-0       | Genoa     |
| Jornada 5 |           |           |
| Juventus  | 3-1       | Genoa     |
| Taranto   | 2-0       | Brescia   |

### Grupo 2
| Club           | Pts. | PJ | PG | PE | PP | GF | GC | Dif. |
| -------------- | ---- | -- | -- | -- | -- | -- | -- | ---- |
| Avellino (*)   | 6    | 4  | 2  | 2  | 0  | 7  | 3  | +4   |
| Palermo        | 6    | 4  | 3  | 0  | 1  | 6  | 4  | +2   |
| Internazionale | 4    | 4  | 1  | 2  | 1  | 3  | 3  | 0    |
| Milan          | 3    | 4  | 1  | 1  | 2  | 2  | 3  | -1   |
| Catania        | 1    | 4  | 0  | 1  | 3  | 3  | 8  | -5   |

(*) Clasificó al tener mejor diferencia de gol.
| Local          | Resultado | Visitante      |
| -------------- | --------- | -------------- |
| Jornada 1      |           |                |
| Avellino       | 1-1       | Milan          |
| Catania        | 0-0       | Internazionale |
| Jornada 2      |           |                |
| Milan          | 1-0       | Catania        |
| Palermo        | 0-1       | Avellino       |
| Jornada 3      |           |                |
| Avellino       | 4-1       | Catania        |
| Internazionale | 1-2       | Palermo        |
| Jornada 4      |           |                |
| Internazionale | 1-1       | Avellino       |
| Palermo        | 1-0       | Milan          |
| Jornada 5      |           |                |
| Catania        | 2-3       | Palermo        |
| Milan          | 0-1       | Internazionale |

### Grupo 3
| Club     | Pts. | PJ | PG | PE | PP | GF | GC | Dif. |
| -------- | ---- | -- | -- | -- | -- | -- | -- | ---- |
| SPAL     | 7    | 4  | 3  | 1  | 0  | 9  | 3  | +6   |
| Cagliari | 5    | 4  | 2  | 1  | 1  | 7  | 6  | +1   |
| Foggia   | 4    | 4  | 1  | 2  | 1  | 6  | 8  | -2   |
| Monza    | 2    | 4  | 1  | 0  | 3  | 5  | 7  | -2   |
| Como     | 2    | 4  | 0  | 2  | 2  | 1  | 4  | -3   |

| Local     | Resultado | Visitante |
| --------- | --------- | --------- |
| Jornada 1 |           |           |
| Monza     | 2-0       | Como      |
| SPAL      | 4-0       | Foggia    |
| Jornada 2 |           |           |
| Cagliari  | 1-0       | Monza     |
| Como      | 0-0       | Foggia    |
| Jornada 3 |           |           |
| Cagliari  | 2-1       | Como      |
| Monza     | 1-2       | SPAL      |
| Jornada 4 |           |           |
| Como      | 0-0       | SPAL      |
| Foggia    | 2-2       | Cagliari  |
| Jornada 5 |           |           |
| Foggia    | 4-2       | Monza     |
| SPAL      | 3-2       | Cagliari  |

### Grupo 4
| Club           | Pts. | PJ | PG | PE | PP | GF | GC | Dif. |
| -------------- | ---- | -- | -- | -- | -- | -- | -- | ---- |
| Fiorentina (*) | 6    | 4  | 2  | 2  | 0  | 6  | 2  | +4   |
| Atalanta       | 6    | 4  | 2  | 2  | 0  | 4  | 1  | +3   |
| Pistoiese      | 3    | 4  | 1  | 1  | 2  | 1  | 3  | -2   |
| Cesena         | 3    | 4  | 1  | 1  | 2  | 5  | 8  | -3   |
| Rimini         | 2    | 4  | 0  | 2  | 2  | 2  | 4  | -2   |

(*) Clasificó al tener mejor diferencia de gol.
| Local      | Resultado | Visitante  |
| ---------- | --------- | ---------- |
| Jornada 1  |           |            |
| Cesena     | 2-0       | Pistoiese  |
| Rimini     | 0-0       | Atalanta   |
| Jornada 2  |           |            |
| Atalanta   | 1-1       | Fiorentina |
| Cesena     | 2-2       | Rimini     |
| Jornada 3  |           |            |
| Atalanta   | 2-0       | Cesena     |
| Fiorentina | 0-0       | Pistoiese  |
| Jornada 4  |           |            |
| Fiorentina | 4-1       | Cesena     |
| Pistoiese  | 1-0       | Rimini     |
| Jornada 5  |           |            |
| Pistoiese  | 0-1       | Atalanta   |
| Rimini     | 0-1       | Fiorentina |

### Grupo 5
| Club              | Pts. | PJ | PG | PE | PP | GF | GC | Dif. |
| ----------------- | ---- | -- | -- | -- | -- | -- | -- | ---- |
| Bologna (*)       | 7    | 4  | 3  | 1  | 0  | 7  | 2  | +5   |
| Napoli            | 7    | 4  | 3  | 1  | 0  | 6  | 3  | +3   |
| Lanerossi Vicenza | 4    | 4  | 2  | 0  | 2  | 4  | 6  | -2   |
| Sampdoria         | 2    | 4  | 1  | 0  | 3  | 2  | 3  | -1   |
| Pisa              | 0    | 4  | 0  | 0  | 4  | 1  | 6  | -5   |

(*) Clasificó al tener mejor diferencia de gol.
| Local             | Resultado | Visitante         |
| ----------------- | --------- | ----------------- |
| Jornada 1         |           |                   |
| Lanerossi Vicenza | 1-0       | Sampdoria         |
| Pisa              | 1-2       | Bologna           |
| Jornada 2         |           |                   |
| Napoli            | 1-0       | Sampdoria         |
| Pisa              | 0-1       | Lanerossi Vicenza |
| Jornada 3         |           |                   |
| Bologna           | 1-1       | Napoli            |
| Sampdoria         | 2-0       | Pisa              |
| Jornada 4         |           |                   |
| Bologna           | 3-0       | Lanerossi Vicenza |
| Napoli            | 1-0       | Pisa              |
| Jornada 5         |           |                   |
| Lanerossi Vicenza | 2-3       | Napoli            |
| Sampdoria         | 0-1       | Bologna           |

### Grupo 6
| Club          | Pts. | PJ | PG | PE | PP | GF | GC | Dif. |
| ------------- | ---- | -- | -- | -- | -- | -- | -- | ---- |
| Lazio         | 7    | 4  | 3  | 1  | 0  | 7  | 1  | +6   |
| Ascoli        | 5    | 4  | 2  | 1  | 1  | 4  | 2  | +2   |
| Pescara       | 4    | 4  | 2  | 0  | 2  | 3  | 5  | -2   |
| Varese        | 3    | 4  | 1  | 1  | 2  | 3  | 3  | 0    |
| Hellas Verona | 1    | 4  | 0  | 1  | 3  | 0  | 6  | -6   |

| Local         | Resultado | Visitante     |
| ------------- | --------- | ------------- |
| Jornada 1     |           |               |
| Pescara       | 0-2       | Lazio         |
| Hellas Verona | 0-0       | Varese        |
| Jornada 2     |           |               |
| Pescara       | 1-0       | Hellas Verona |
| Varese        | 0-1       | Ascoli        |
| Jornada 3     |           |               |
| Lazio         | 2-1       | Varese        |
| Hellas Verona | 0-2       | Ascoli        |
| Jornada 4     |           |               |
| Ascoli        | 1-2       | Pescara       |
| Lazio         | 3-0       | Hellas Verona |
| Jornada 5     |           |               |
| Ascoli        | 0-0       | Lazio         |
| Varese        | 2-0       | Pescara       |

### Grupo 7
| Club      | Pts. | PJ | PG | PE | PP | GF | GC | Dif. |
| --------- | ---- | -- | -- | -- | -- | -- | -- | ---- |
| Torino    | 7    | 4  | 3  | 1  | 0  | 10 | 3  | +7   |
| Perugia   | 4    | 4  | 1  | 2  | 1  | 3  | 3  | 0    |
| Catanzaro | 4    | 4  | 2  | 0  | 2  | 3  | 5  | -2   |
| Bari      | 3    | 4  | 1  | 1  | 2  | 3  | 3  | 0    |
| Lecce     | 2    | 4  | 0  | 2  | 2  | 1  | 6  | -5   |

| Local     | Resultado | Visitante |
| --------- | --------- | --------- |
| Jornada 1 |           |           |
| Catanzaro | 1-0       | Lecce     |
| Perugia   | 1-0       | Bari      |
| Jornada 2 |           |           |
| Bari      | 1-2       | Torino    |
| Lecce     | 1-1       | Perugia   |
| Jornada 3 |           |           |
| Catanzaro | 1-0       | Perugia   |
| Torino    | 4-0       | Lecce     |
| Jornada 4 |           |           |
| Lecce     | 0-0       | Bari      |
| Torino    | 3-1       | Catanzaro |
| Jornada 5 |           |           |
| Bari      | 2-0       | Catanzaro |
| Perugia   | 1-1       | Torino    |

## Cuartos de final
| Equipo Local Ida    | Resultado Global | Equipo Visitante Ida | Ida | Vuelta |
| ------------------- | ---------------- | -------------------- | --- | ------ |
| U. S. Avellino      | 3–6              | Juventus F. C.       | 1–3 | 2–3    |
| S. S. Lazio         | 0–4              | Bologna F. C.        | 0–2 | 0–2    |
| A. C. F. Fiorentina | 0–1              | A. S. Roma           | 0–1 | 0–0    |
| SPAL                | 1–4              | Torino F. C.         | 1–0 | 0–4    |

## Semifinales
| Equipo Local Ida | Resultado Global | Equipo Visitante Ida | Ida | Vuelta     |
| ---------------- | ---------------- | -------------------- | --- | ---------- |
| Bologna F. C.    | 4–5              | Torino F. C.         | 2–2 | 2–3 (pró.) |
| Juventus F. C.   | 1–2              | A. S. Roma           | 0–1 | 1–1        |

## Final

### Partido de ida
| Local                      | Resultado | Visitante    |
| -------------------------- | --------- | ------------ |
| 13 de junio de 1981 - Roma |           |              |
| A. S. Roma                 | 1–1       | Torino F. C. |

Formaciones
Roma: Tancredi, Romano II, Maggiora, Turone, Falcao, Santarini, Bruno Conti, Di Bartolomei, Faccini, Ancelotti, Scarnecchia - All.: Nils Liedholm.
Torino: Terraneo, Cuttone, Salvadori R., Volpati, Danova, Zaccarelli (28' Davin), Bertoneri, Pecci, Graziani F., Sclosa, Pulici P. (67' D'Amico) - All.: Romano Cazzaniga.
Goles: 
-  31' C. Ancelotti (Roma)
-  59' (a.g.) S. Santarini (Torino)

### Partido de vuelta
| Local                        | Resultado      | Visitante  |
| ---------------------------- | -------------- | ---------- |
| 17 de junio de 1981 - Torino |                |            |
| Torino F. C.                 | 1–1 (3-5 pen.) | A. S. Roma |

Formaciones
Torino: Terraneo, Cuttone, Volpati, Sala P., Danova, Zaccarelli (98' Davin), Bertoneri, Pecci, Graziani F., Sclosa, Pulici P. (75' Salvadori R.) - All.: Cazzaniga.
Roma: Tancredi, Romano II, Maggiora, Turone (120' Santarini), Falcao, Bonetti, Conti B., Di Bartolomei, Pruzzo (46' Birigozzi), Ancelotti, Scarnecchia - All.: Liedholm.
Goles: 
-  37' Cuttone (Torino)
-  62' (pen.) Di Bartolomei (Roma)
Campeón

A. S. Roma
4° título